# Кампенгаузен
Кампенгаузен (нем. von Campenhausen) — русский баронский род.

## История
Происходит из Голландии, откуда его предки переселились в Любек. Любекский патриций Герман Кампенгаузен переселился около середины XVII века в Стокгольм. Его сыновья Лоренц и Иоанн-Герман получили в Швеции дворянское достоинство.
Его внук Иоанн-Михаил поступил на польскую военную службу (умер в 1747; от него происходит польская ветвь дворян Кампенгаузен).
Род баронов Кампенгаузен был внесён в матрикул лифляндского дворянства.

## Виднейшие представители фамилии
Иоганн Кампенгаузен (нем. Johann Camphusen) был мэром города Рига.
- Его потомок барон Бальтазар (I) фон Кампенгаузен (1689—1758) был до Полтавской битвы на службе короля Швеции Карла XII, а затем на русской службе полковником. Участвовал во всех важных битвах Северной войны, был пять раз ранен. В 1741 году он был уже генерал-лейтенант, а закончил военную службу в чине генерал-аншефа. Затем в течение двух лет был губернатором русской Финляндии. За свои заслуги он был награждён императрицей России и в 1744 получил также баронское достоинство Королевства Шведского. Иоганн Бальтазар фон Кампенгаузен был женат дважды и всего имел десять детей. Из его сыновей двое были российскими сенаторами:
  - барон Христофор фон Кампенгаузен (Johann Christophor (I)) (1716—1782) — действительный тайный советник, сенатор;
    - барон Бальтазар Христофорович фон Кампенгаузен (1745—1807) был писателем;

  - барон Бальтазар (II) фон Кампенгаузен (1745—1800) — тайный советник, сенатор и губернатор Лифляндии. Учился в Гельмштедтском, Галльском и Лейпцигском университетах, а затем он посетил Голландию, Англию и Францию. От брака с Софией Елеонорой Волдек фон Арнебург[4] у него было четыре сына и три дочери:
    - барон Балтазар (III) фон Кампенгаузен (1772—1823) — государственный деятель был градоначальником в Таганроге (1805—1809), членом Государственного совета, государственным контролёром и управляющим министерством внутренних дел.
    - барон Герман фон Кампенгаузен (Hermann Johann) (1773—1836) был первым председателем Общества истории и древностей Остзейских губерний учрежденного в 1834 году[5].
    - барон Кристофер фон Кампенгаузен (Johann Christophor (II)) (1780—1841) был членом консисторции (нем. Oberkonsistoriums) в Санкт-Петербурге. У него было одиннадцать детей из которых вышли многие высшие должностные лица империи.

Ганс Эрих фон Кампенгаузен (1903—1989) — протестантский немецкий теолог.